# Los días del pasado
Los días del pasado es una película española de 1977 dirigida por Mario Camus y con la actuación de Marisol, Antonio Gades, Gustavo Bergés, Antonio Iranzo, Fernando Sánchez Polack y Manuel Alexandre, entre otros.

## Temática
La acción se desarrolla en España, en 1945. Juana (Marisol) es una maestra a la que conceden una plaza de trabajo en el pueblo de Terán de Cabuérniga (Cantabria), muy lejos de su tierra, que es Andalucía. Juana irá a Cantabria con la esperanza de encontrar a su novio, Antonio (Antonio Gades), que está escondido en las montañas, con los maquis.

## Premios
- 1978: premio a la mejor interpretación femenina en el Festival de Karlovy Vary, para Marisol.